# 도사

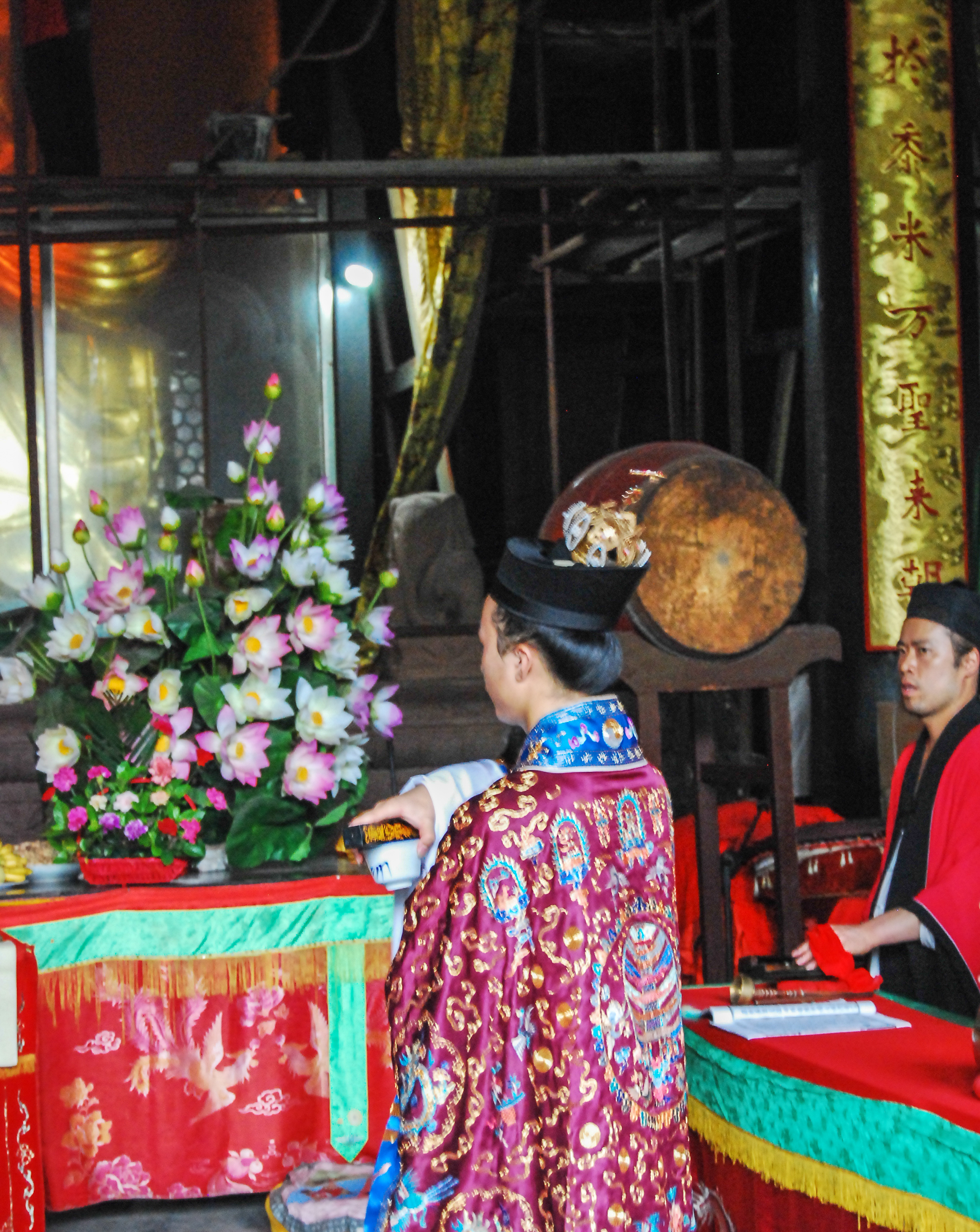

도사(道士)는 도교의 전문적 종교가이다. 여성의 도사는 특히 여관(女冠)이라고 말한다.
이들은 종교생활을 세세히 규정하고 있는 엄격한 계율을 지키고 여러 가지 수행법을 실천하면서 세속을 초월한 이상(理想)의 선인(仙人)이 되는 것을 목표로 하는 사람들이다. 때문에 제신(諸神)과 의사를 교환할 수 있는 영력(靈力)을 지닌 것으로 믿는다. 그래서 도사가 만든 부록들은 인간의 염원을 들어주는 것으로 신뢰받았으며, 또한 신에게 뭔가 소망이 있을 때는 도사에게 기도를 청했다. 그래서 도사들은 특수한 역할을 맡고 있다고 해서 한때는 병역과 납세의 의무가 면제되는 특권을 부여받았으나 근세에 이르러 도교 자체가 쇠퇴하자 종교생활도 문란하여졌으며 도사들이 종교가로서의 위의(威儀)를 지키지 못하였을 뿐만 아니라 심지어는 구걸행각(求乞行脚)을 하는 도사까지도 생겨나게 되었다.

## 같이 보기
- 부적
- 도교
- 선인

## 참고 문헌
- 이 문서에는 다음커뮤니케이션(현 카카오)에서 GFDL 또는 CC-SA 라이선스로 배포한 글로벌 세계대백과사전의 내용을 기초로 작성된 글이 포함되어 있습니다.